# Polícia Civil do Estado do Espírito Santo
A Polícia Civil do Estado do Espírito Santo é uma das polícias do Espírito Santo, Brasil, órgão do sistema de segurança pública ao qual compete, nos termos do artigo 144, § 4º, da Constituição Federal e ressalvada competência específica da União, as funções de polícia judiciária e de apuração das infrações penais, exceto as de natureza militar.

## Histórico
A Polícia Civil do Espírito Santo, como as demais polícias civis brasileiras, remonta ao ano de 1808, quando da instituição da Intendência Geral de Polícia da Corte e do Estado do Brasil, logo após a chegada do Príncipe Regente D. João ao Rio de Janeiro.
Sob a direção de Paulo Fernandes Viana, 1º Intendente Geral de Polícia, foi implantada a Secretaria de Polícia, com funcionários encarregados do desempenho de funções de polícia administrativa e judiciária, órgão que serviu de modelo para todo o território brasileiro.
No Governo Imperial, a partir de 1841, ocorreram profundas alterações no sistema policial existente, substituindo-se os intendentes pela figura do Chefe de Polícia, nomeado pelo Presidente da Província e auxiliado pelos delegados e subdelegados.
Em 1871, com a criação do Inquérito Policial, separou-se definitivamente a jurisdição judicial da policial, até então confundidas quanto às suas atribuições.
A República deu aos novos Estados da Federação competência para legislar em matéria policial.
Em 1920 a segurança pública passa a subordinar-se à Secretaria do Interior. A Lei nº 719, de 1953,  reorganiza a Polícia Civil e disciplina as carreiras policiais.
Pela Lei Delegada nº 24, de 17 de novembro de 1967, desmembra-se a Polícia Civil da Secretaria do Interior, integrando-a à nova Secretaria de Segurança Pública. Este fato viria a propiciar, a partir de 1988, o descumprimento do dispositivo constitucional que reserva a chefia da instituição a delegados de carreira. É desse período a sua primeira sede própria, instalada no Centro de Vitória.
O primeiro Delegado de Polícia a ocupar a chefia da instituição foi José Gilberto Barros Faria, em 17 de março de 1971.
Atualmente a instituição é chefiada pelo Delegado de Polícia José Darcy Santos Arruda.

## Objetivos doutrinários
- Ser reconhecida em todo o território nacional como um modelo a ser seguido.
- Apostar na formação qualificada como estratégia para melhorar sempre.
- Contribuir para a manutenção da ordem e da paz através de ações sócio-educativas.
- Apostar na educação como principal atividade de combate a criminalidade e a marginalização.
- Punir o infrator, educar o cidadão.

## Cargos policiais
- De natureza policial
  - Delegado de Polícia

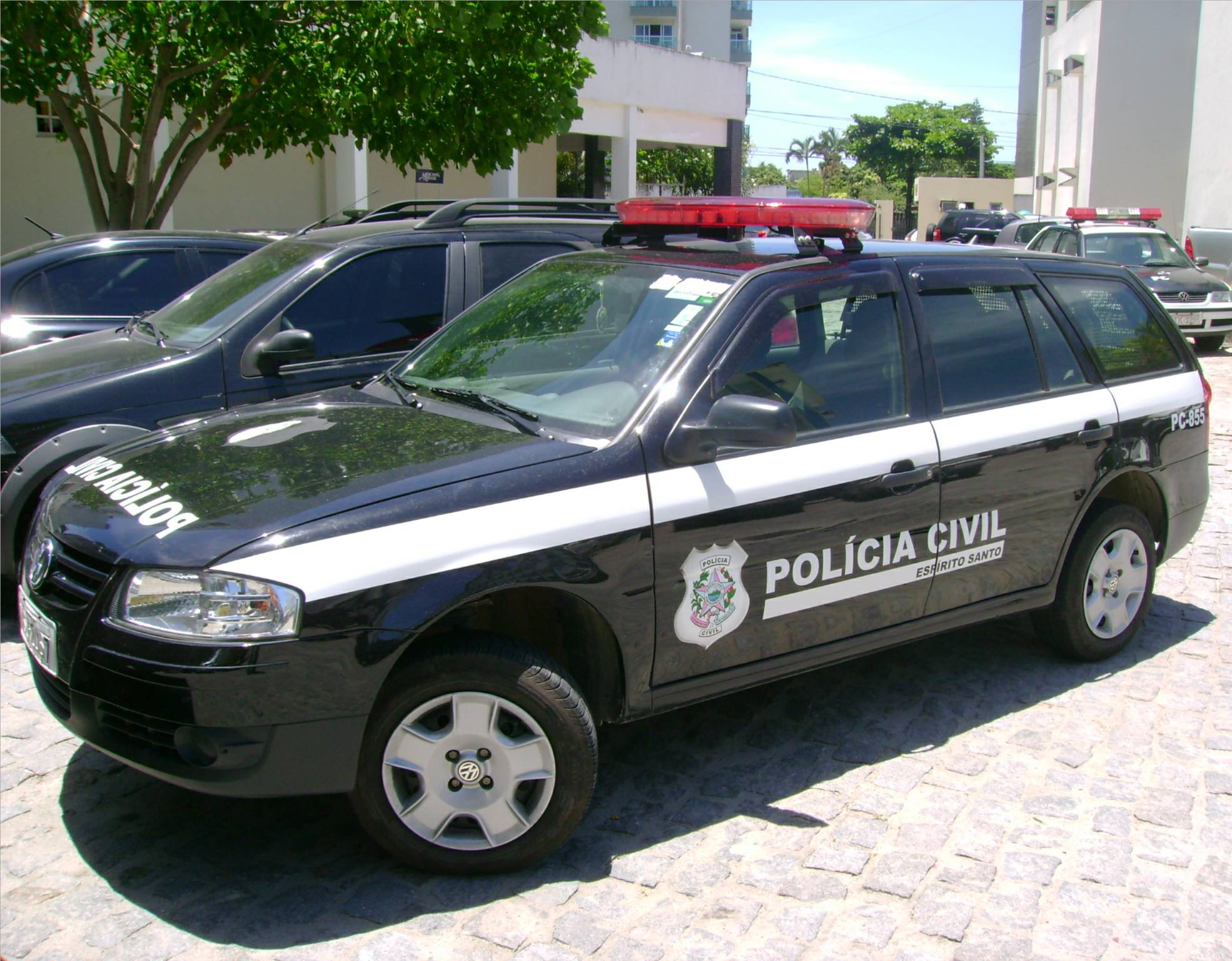
Veículo policial.

  - Oficial Investigador de Polícia (OIP)[4]
- De natureza policial - técnico-científica
  - Médico Legista
  - Psicólogo
  - Assistente Social
  - Perito Criminal Especial
- De natureza técnico – policial
  - Perito Criminal
  - Técnico em Rádio Comunicações
  - Perito Papiloscópico
  - Fotógrafo Criminal
  - Auxiliar de Perícia Médico Legal

## Estrutura administrativa
- Chefe de Polícia
- Conselho de Polícia
- Gabinete do Chefe de Polícia
  - Assessoria Técnica
  - Assessoria de Informática
  - Assessoria de Imprensa
  - Assessoria de Relação com a Comunidade
- Corregedoria Geral de Polícia
- Academia de Polícia Civil  (ACADEPOL  ES)
- Departamento de Administração Geral  (DAG)
- Superintendência de Polícia Especializada  (SPE)
- Superintendência de Polícia Metropolitana  (SPM)
- Superintendência de Polícia do Interior  (SPI)
- Superintendência de Polícia Técnico-Científica  (SPTC)
- Superintendência de Polícia Prisional  (SPP)

## Delegacias especializadas
- Delegacia de Homicídios e Proteção à Pessoa (DHPP)
- Delegacia de Homicídios e Proteção à Mulher (DHPM)
- Delegacia Especializada em Atendimento a Mulher (DEAM)
- Delegacia de Crimes Contra a Vida (DCCV)
- Delegacia Anti-Seqüestro (DAS)
- Delegacia de Crimes Contra o Patrimônio (DCCP)
- Delegacia de Crimes Contra a Administração Pública (DECAP)
- Delegacia de Furto e Roubo de Veículos (DFRV)
- Delegacia de Crimes Contra o Transporte de Passageiros e Cargas (DCCTPC)
- Delegacia de Tóxicos e Entorpecentes (DETEN)
- Delegacia de Infrações Penais e Outros (DIPO)
- Delegacia do Consumidor (DECON)

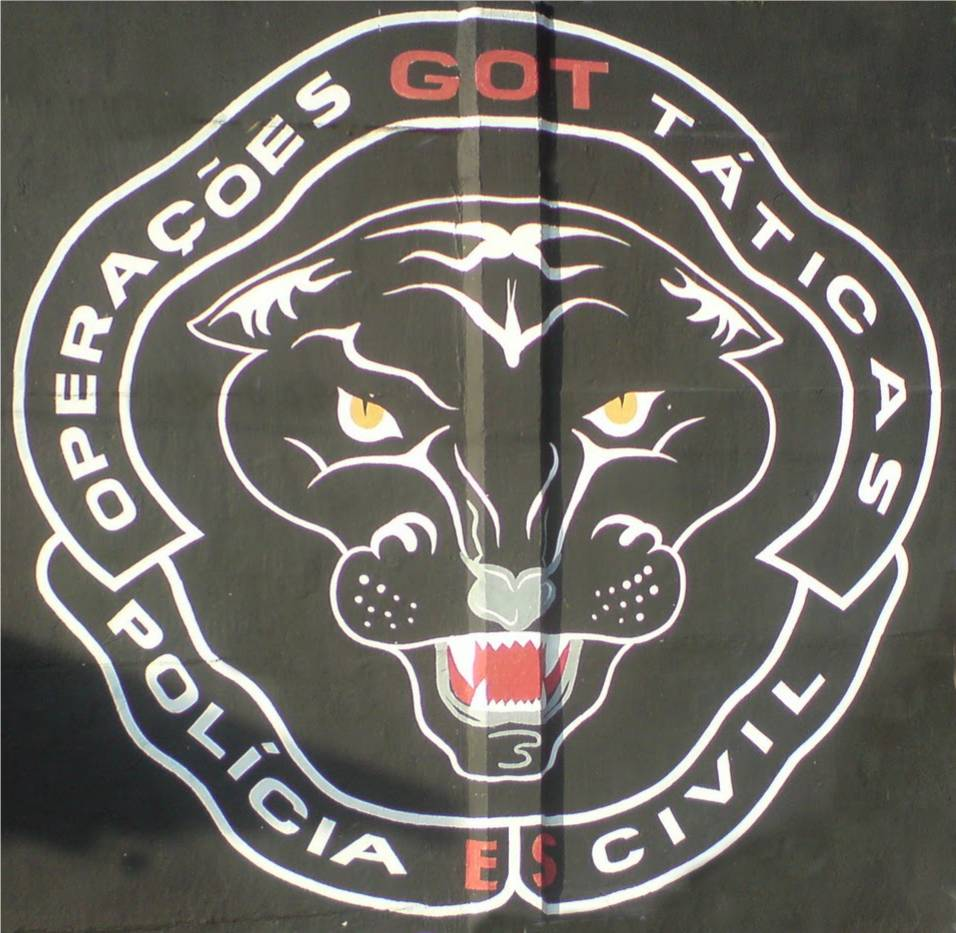
Insígnia do Grupo de Operações Táticas.

- Delegacia de Atendimento ao Adolescente em conflito com a Lei (DEACLE)
- Delegacia de Proteção à Criança e ao Adolescente (DPCA)
- Delegacia de Apoio ao Turista (DPTUR)
- Delegacia de Repressão aos Crimes Eletrônicos (DRCE)
- Delegacia de Crimes Fazendários (DCFA)
- Delegacia de Costumes e Diversões (DECODI)
- Delegacia de Armas, Munições e Explosivos (DAME)
- Delegacia de Defraudações e Falsificações (DEFA)
- Delegacia de Proteção ao Idoso
- Delegacia do Meio Ambiente e Patrimônio Cultural
- Delegacia de Delitos de Trânsito
- Divisão de Buscas e Capturas (POLINTER - ES)
- Núcleo de Gerenciamento e Operações Táticas e Instrução (NUGOTI)
  - Grupo de Operações Táticas (G O T)
- Delegacia de Pessoas Desaparecidas (NUPEDE)